# Agustín Obando
Agustín Obando, né le 11 mars 2000 à Monte Caseros en Argentine, est un footballeur argentin qui évolue au poste d'ailier gauche au CA Tigre.

## Biographie

### En club
Né à Monte Caseros en Argentine, Agustín Obando est formé à Boca Juniors, qu'il rejoint en 2010. Il joue son premier match dans le championnat argentin le 7 avril 2019 contre le CA Aldosivi. Il est titularisé au poste d'ailier gauche lors de cette rencontre qui se solde par un match nul (1-1). Il est à nouveau titularisé le 19 avril suivant, lors d'un match de coupe d'Argentine remporté par son équipe sur le score de deux buts à zéro face à l'Estudiantes de Río Cuarto, où il délivre sa première passe décisive.
Agustín Obando glane son premier titre en étant sacré Champion d'Argentine en 2020 avec Boca Juniors.
En janvier 2022, Obando est prêté au CA Tigre. Il joue son premier match sous ses nouvelles couleurs le 16 février 2022, lors d'une rencontre de Copa de la Liga Profesional face au Central Córdoba. Il entre en jeu et les deux équipes se neutralisent (1-1 score final).

### En équipe nationale
En 2017 il est sélectionné avec l'équipe d'Argentine des moins de 17 ans pour participer au championnat de la CONMEBOL des moins de 17 ans. Jouant quatre matchs lors de ce tournoi, il se fait remarquer en inscrivant un but contre le Pérou.

## Palmarès
Boca Juniors
- Champion d'Argentine en 2020.